# أمايا أندريس
أمايا أندريس (بالإسبانية: Amaia Andrés)‏ هي عدائة المسافات المتوسطة إسبانية، ولدت في 26 يونيو 1966 في سان سيباستيان في إسبانيا.

## وصلات خارجية
- أمايا أندريس على موقع الاتحاد الدولي لألعاب القوى (الإنجليزية)
- أمايا أندريس على موقع أوليمبيديا (الإنجليزية)